# Cocumont
Cocumont är en kommun i departementet Lot-et-Garonne i regionen Nouvelle-Aquitaine i sydvästra Frankrike. Kommunen ligger i kantonen Meilhan-sur-Garonne som tillhör arrondissementet Marmande. År 2022 hade Cocumont 1 110 invånare.

## Befolkningsutveckling
Antalet invånare i kommunen Cocumont
| Referens: INSEE |